# Gachetá
Gachetá – miasto w Kolumbii, w departamencie Cundinamarca.